# شهاب‌الدین احمد
شهاب‌الدین احمد (انگلیسی: Shahabuddin Ahmed؛ زادهٔ ۱ فوریهٔ ۱۹۳۰ – درگذشتهٔ ۱۹ مارس ۲۰۲۲) یک سیاست‌مدار اهل بنگلادش بود.